# Cognitive Behavioral Analysis System of Psychotherapy
Das Cognitive Behavioral Analysis System of Psychotherapy (englisch, übersetzt ungefähr kognitiv-verhaltenstherapeutisch-analytisches Psychotherapie-System, abgekürzt CBASP) ist ein Behandlungsverfahren der Psychotherapie. Es wurde vom US-amerikanischen Psychologen James P. McCullough speziell zur Behandlung von Patienten mit Dysthymie (früher chronische Depression) entwickelt und wird seit 1980 in wissenschaftlichen Untersuchungen empirisch überprüft.
CBASP ist keiner der etablierten Schulen der Psychotherapie zuzuordnen, da sowohl verhaltenstherapeutische Vorgehensweisen als auch interpersonelle und psychodynamische Ansätze Teil des Verfahrens sind. CBASP gilt dabei als stark strukturiertes und direktives Therapieverfahren. Ein Hauptunterschied zu vielen kognitiven Therapieansätzen besteht auch in dem geringeren kognitiven Leistungsniveau, das bei den Patienten vorausgesetzt wird.

## Zielgruppe
Das CBASP wurde zur Behandlung von Patienten entwickelt, die unter einer chronischen Depression leiden. Untersuchungen zeigen, dass ungefähr 30 % der von Depression betroffenen Patienten in diese Kategorie fallen. Diese Patienten zeigen oft einen frühen Beginn ihrer Erkrankung (vor dem 21. Lebensjahr), keinen vollständigen Rückgang der Symptome zwischen einzelnen depressiven Phasen, besonders schwere Phasen sowie häufigeres Auftreten von depressiven Episoden. Ihre Behandlung gilt als schwierig, die genannten Punkte werden als Hinweise auf einen ungünstigen Krankheitsverlauf angesehen.
McCullough beschreibt die Patienten, für die die Behandlungsmethode entwickelt wurde, als Patienten, die schon seit dem frühen Erwachsenenalter immer wieder negative Erfahrungen im Kontakt zu Mitmenschen gemacht haben und die daher eine langanhaltende schwache Depression (Dysthymie) entwickelt haben, die von Phasen mittlerer bis schwerer Depression unterbrochen werden. Dies führe zu Hoffnungslosigkeit und der Einstellung der Patienten, dass sie selbst nichts dazu beitragen können, ihre depressive Stimmung zu kontrollieren. Gleichzeitig zeigen die Betroffenen sehr rigide Verhaltensweisen, die weder durch positive noch durch negative Ereignisse beeinflusst werden.

## Zugrundeliegende Theorien
CBASP integriert verschiedene in der Psychologie bedeutsame Denkansätze, u. a. von Piaget, Seligman, Skinner, Kiesler und Bandura.
Als bedeutendsten Einfluss und theoretisches Fundament nennt McCullogh die Entwicklungstheorie von Jean Piaget. Nach dieser Theorie erfolgt im Alter von etwa sieben Jahren normalerweise die Überwindung des „präoperatorischen Denkens“. Kinder lernen in diesem Alter das Prinzip der Perspektivenübernahme, d. h., sie überwinden ihre rein egozentrische Sicht der Dinge und lernen – als Grundlage empathischen Verstehens – sich in andere Personen hineinzuversetzen. Dazu gehört auch die Erkenntnis, dass in einer bestimmten Situation eine bestimmte emotionale Reaktion nur eine von mehreren möglichen Reaktionen darstellt, unterschiedliche Personen in der gleichen Situation durchaus unterschiedlich reagieren können und viele zwischenmenschliche Situationen aufeinander aufbauen, dass also vergangene Situationen die aktuelle Situation mitbeeinflussen. CBASP geht konzeptionell davon aus, dass an chronischer Depression leidende Patienten mit diesem Schritt in ihrer Entwicklung Schwierigkeiten hatten (z. B. aufgrund früher Traumatisierung). Sie erkennen nicht die Wirkung ihres Verhaltens auf andere und somit nicht den Zusammenhang zwischen ihrem Verhalten und seinen Konsequenzen. Die Betroffenen entwickelten daraufhin einen vermeidenden, ängstlichen Lebensstil und können ihre negativ-depressiven Annahmen über das Leben und die Umwelt auch bei wiederholt anderen Erfahrungen nicht korrigieren.
Zur Beschreibung der Art der Interaktion des Patienten mit seiner Umwelt wird zudem das Circumplex-Modell von Kiesler (auch: Kiesler-Kreis) herangezogen. Hier wird das interpersonelle Verhalten auf den zwei Dimensionen „dominant vs. submissiv“ und „feindlich vs. freundlich“ beschrieben.

## Therapie
Der CBASP-Therapeut betrachtet gemeinsam mit den Patienten insbesondere deren Umgang mit anderen Personen (auch dem Therapeuten). McCullough geht in seinem Programm davon aus, dass gerade in diesen Situationen ein großer Einfluss durch die chronische Depression sichtbar wird. Daher bezieht sich ein großer Teil der CBASP-spezifischen Interventionen auf diese sozialen Situationen. Insbesondere drei Interventionstechniken zeichnen das CBASP in diesem Bereich aus:
- Zunächst erfolgt die Erstellung einer Liste prägender Bezugspersonen im bisherigen Leben der Patienten (die sogenannte significant other history). Hier wird vor allem betrachtet, welche grundsätzlichen Annahmen sich durch diese Personen in der Lerngeschichte der Patienten verankert haben.
- Im Rahmen ausführlicher Situationsanalysen wird u. a. analysiert, wie diese Grundannahmen in der aktuellen Lebenssituation des Patienten den Umgang mit anderen Personen beeinflussen, und ob sein Verhalten zum erfolgreichen Verlauf (d. h., dem vom Patienten erwünschten Ergebnis) der Situation beigetragen hat oder nicht. Problematische Interpretationen des Patienten werden gemeinsam analysiert und durch hilfreichere (d. h., zum erwünschten Ergebnis beitragende) Interpretationen ersetzt. Dieser Teil nimmt etwa 75 % der Therapie ein.
- Durch interpersonelle Diskriminationsübungen (Interpersonal Discrimination Exercise, IDE) lernt der Patient, seine problematischen Interpretationen des Verhaltens anderer zu erkennen, und er lernt, solche Fehlinterpretationen zu vermeiden (z. B. die Erwartung, dass seine Ehefrau genauso reagieren wird wie seine Mutter). Da McCullough davon ausgeht, dass sich diese Grundannahmen früher oder später auch in Konflikten in der Therapeut-Patient-Beziehung niederschlagen, nutzt das CBASP als Technik das sogenannte disciplined personal involvement (sich kontrolliert-persönlich auf den Patienten einlassen). Hier wird somit eine Übertragungssituation bewusst aufgegriffen und thematisiert. D. h., der Therapeut meldet dem Patienten auf empathische Weise zurück, wie es ihm mit dessen Verhalten geht.[3][6]
  - Zunächst wird anhand des Kiesler-Kreises beschrieben, welches interpersonelle Verhalten beim Patienten vorherrschend ist (häufig unterwürfiges Verhalten mit freundlichen oder feindseligen Aspekten, auf das üblicherweise dominant reagiert wird).
  - Der Therapeut soll auf kontrollierte Weise akomplementär (d. h., nicht dominant) reagieren (kontrollierte Beziehungsaufnahme).
  - Es werden kausaltheoretische Schlussfolgerungen bezüglich jeder prägenden Bezugsperson abgeleitet.
  - Übertragungshypothesen werden als Implikation formuliert (z. B. „Wenn ich einen Fehler mache bei meinem Therapeuten, dann …“).
  - Korrigierende emotionale Erfahrung durch die Wahrnehmung des Unterschieds zwischen dem Therapeutenverhalten und dem früheren Verhalten der prägenden Bezugsperson (Diskriminationstraining: z. B. „Welche Unterschiede können Sie sehen zwischen dem Verhalten ihres Vaters und meinem?“)
- Aufbau von Verhaltensfertigkeiten (z. B. Selbstsicherheitstraining)

## Wirksamkeit
Die bisher umfangreichste Studie, die die Wirksamkeit dieses Therapieverfahrens belegt, wurde im Jahr 2000 veröffentlicht. In dieser randomisierten kontrollierten Studie konnte gezeigt werden, dass CBASP genau so wirksam bei chronischen Depressionen ist wie die Gabe des Antidepressivums Nefazodon (das inzwischen jedoch wegen schwerer Nebenwirkungen nicht mehr auf dem Markt ist). In beiden Gruppen profitierten etwa 50 % der Teilnehmer von der jeweiligen Behandlung. Am wirksamsten war jedoch die Kombination von Antidepressivum und CBASP, hier zeigten nach zwölf Wochen 85 % der Teilnehmer eine deutliche Verbesserung ihrer depressiven Symptome. Eine Studie aus dem Jahr 2018 untersuchte die Wirksamkeit der CBASP im Vergleich zu kognitiven Verhaltenstherapien, die mit einem Sport- (CBT-E) oder Mindfulness-Training (CBT-M) kombiniert wurden. Dabei zeigte sich eine klare Überlegenheit der CBT-E-Therapie gegenüber der CBASP. Es wurden auch Moderatoren untersucht, u. a. chronische versus episodische Depressionen. Die Autorengruppe merkte an, dass die kleine Stichprobengröße der Moderatoranalyse zu einer Verzerrung geführt haben könnte und andere Studien eine Überlegenheit der CBASP bei chronischen Depressionen gefunden haben.  